# MÁV 470 sorozat

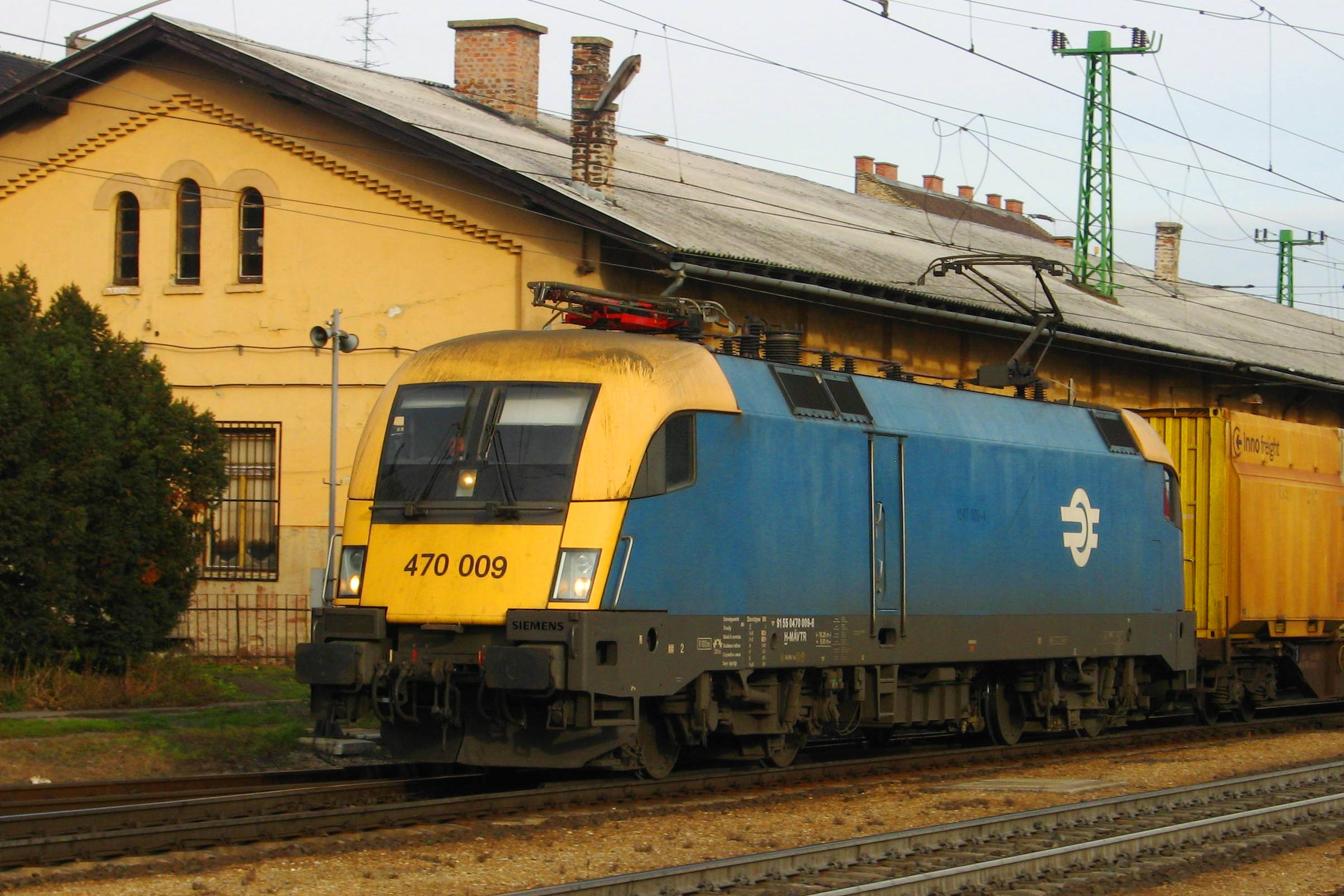
A MÁV-TRAKCIÓ Zrt. 009-es Taurusa Győrben Innofreight konténervonattal

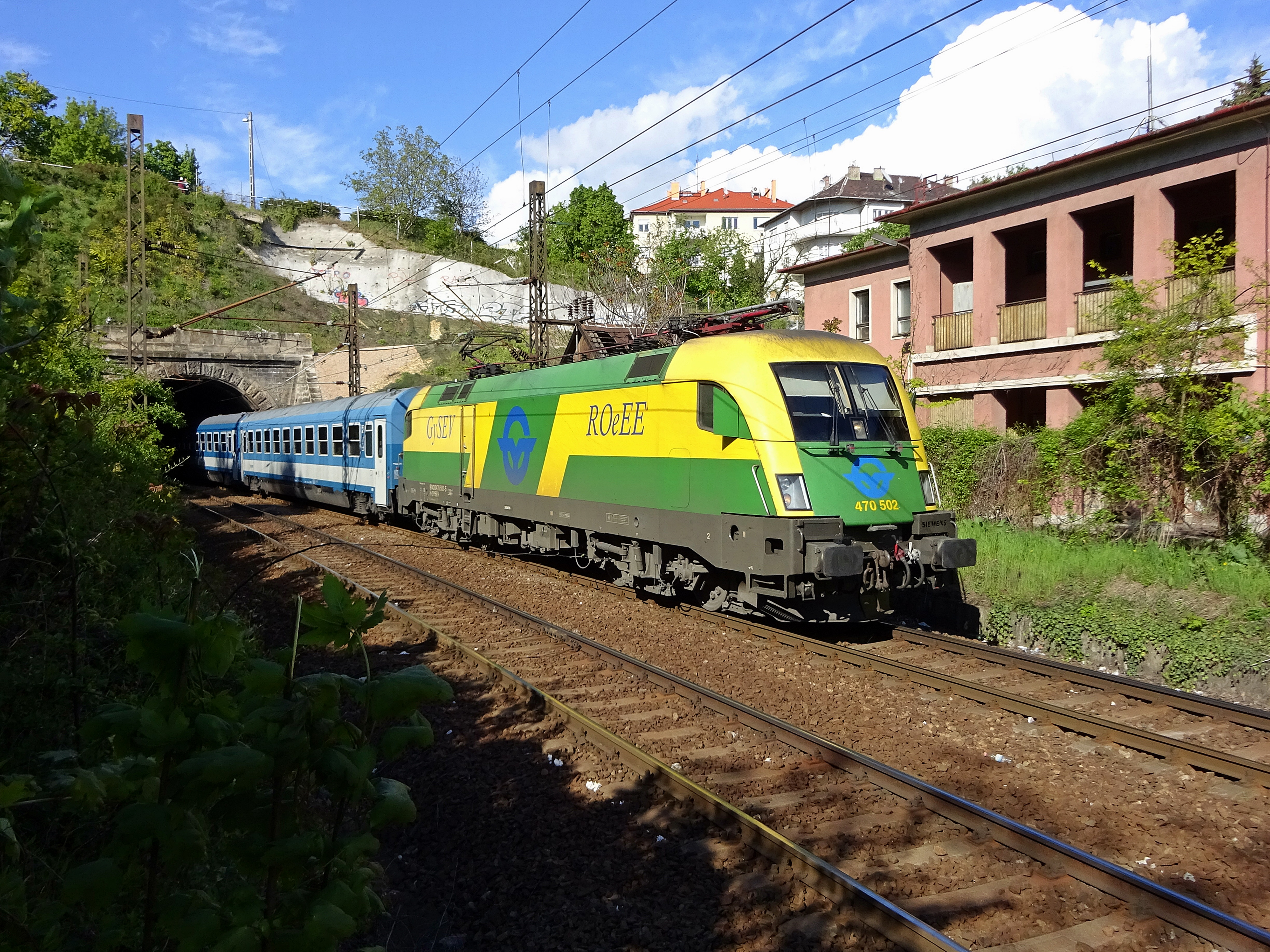
A GYSEV 502-es Taurusa a Déli pályaudvar és Kelenföld között egy terelt IC vonattal

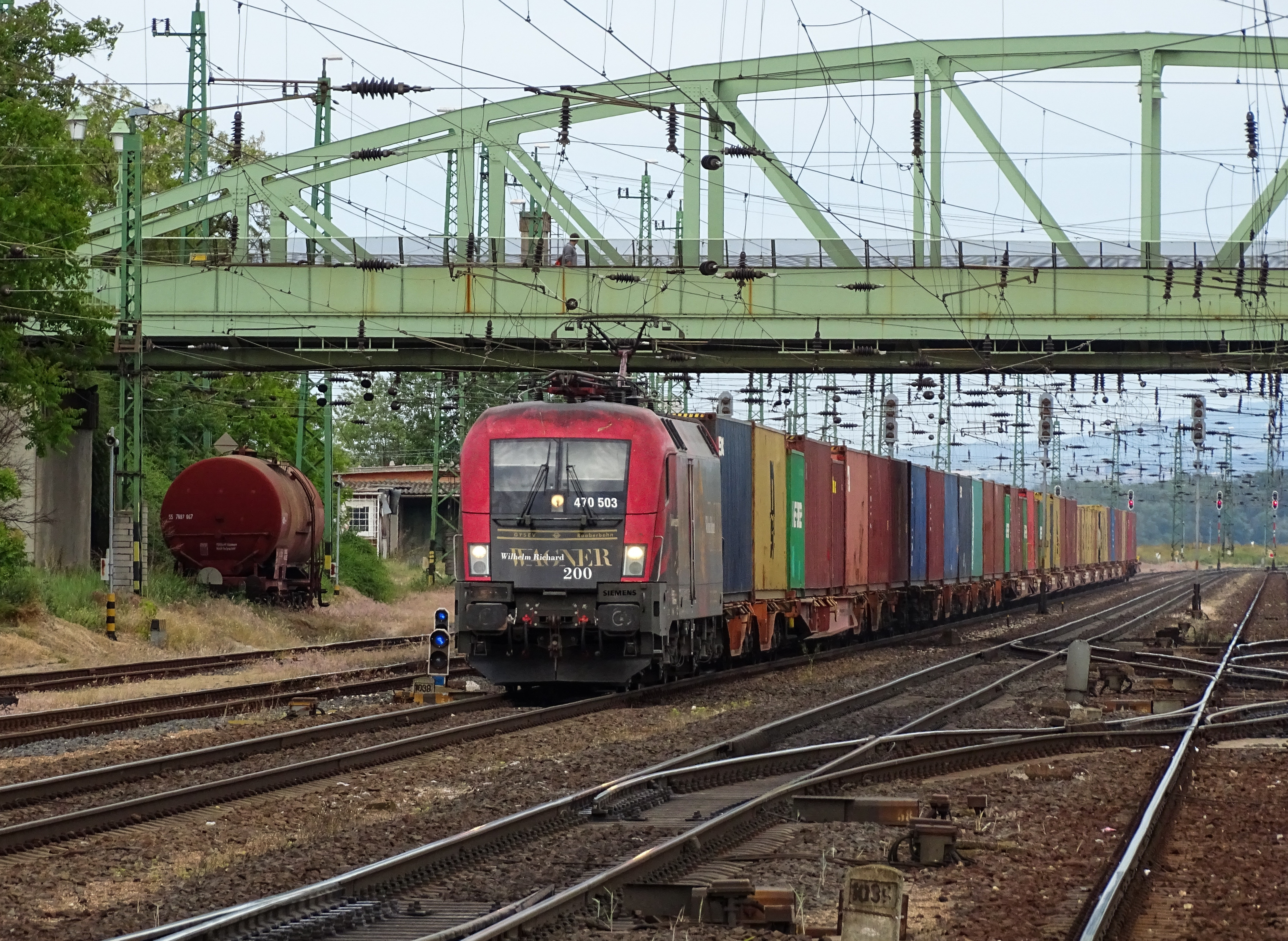
A GYSEV 503-as Taurusa konténervonattal Komáromban

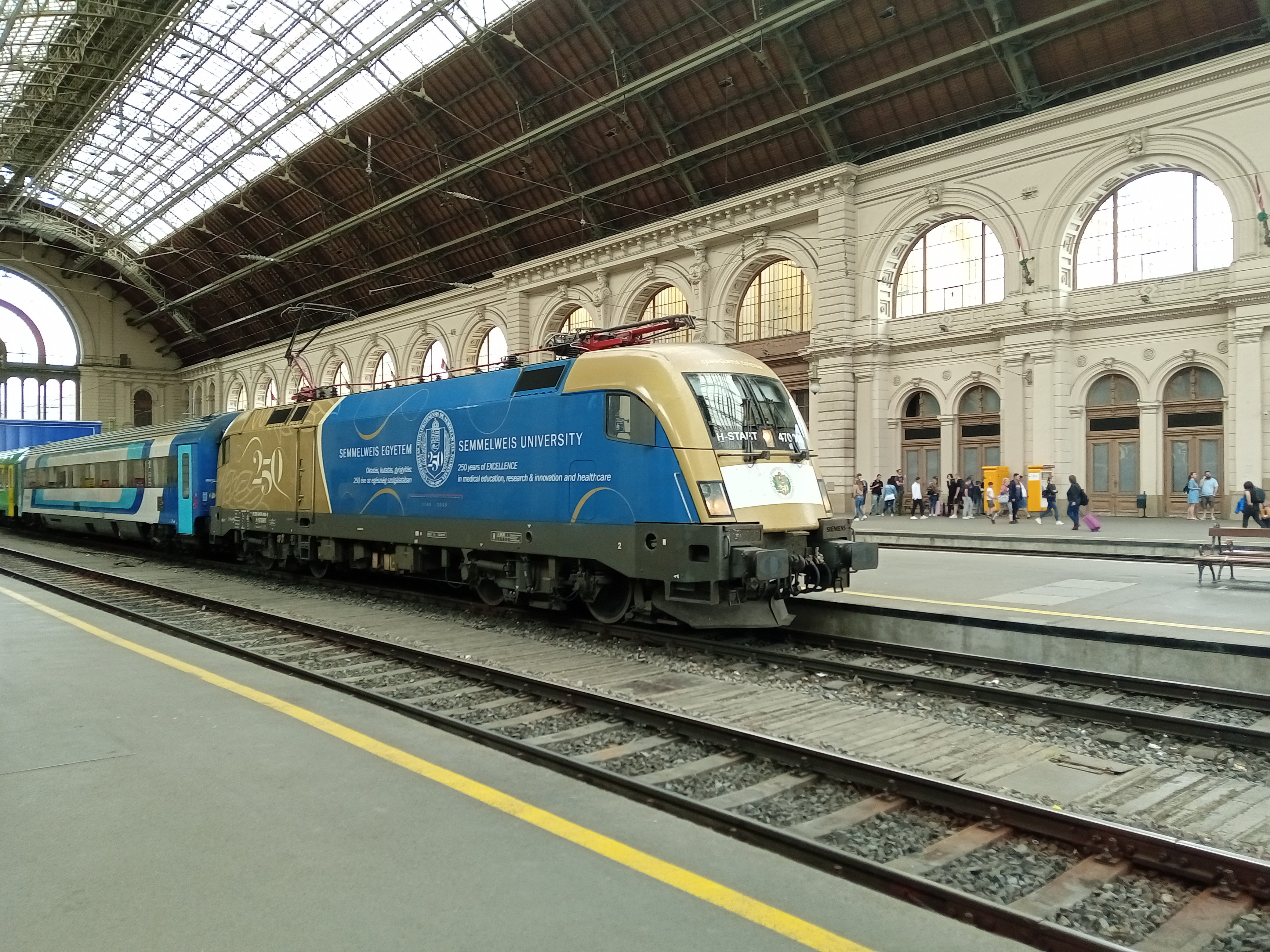
Taurus mozdony a Keleti pályaudvaron

A MÁV 470 sorozat a MÁV és a GYSEV kétáramnemű villamosmozdony típusa. Becenevei: „Taurus”, „Teknő”. A GYSEV mozdonyait „Repcebikának”, a MÁV mozdonyait pedig „Milkabikának” nevezik. Elterjedt becenév még a Dórémi is, az induláskor hallható „szolmizáló” hangja miatt.
Az 1047-es sorozatú mozdony a Siemens Mobility EuroSprinter típuscsaládjának ES64U2 jelzésű, kétáramnemű változata (ES = EuroSprinter, 64 = 6400 kW teljesítmény, U = univerzális mozdony, 2 = kétáramnemű).

## Története

### Beszerzésük
Az 1990-es évek végére a MÁV 1-es számú vasútvonal Tata–Hegyeshalom közötti szakaszán lehetővé vált a 160 km/h sebességű vonatok továbbítása. Ezzel jelentősen csökkent  az utazási idő Budapest és Bécs között. A MÁV-nak nem voltak 160 km/h sebességre alkalmas mozdonyai, ezért a MÁV V63 sorozatból 10-et átépítettek 160 km/h sebességre ( V63.1xx sorozat).  Ezek a  mozdonyok azonban nem alkalmasak az osztrák 15 kV / 16,7 Hz-es felsővezeték alatti üzemre, így a határon mozdonycserét kellett alkalmazni és ez sok időt vett igénybe. A határátmeneti várakozási időt mozdonycsere nélküli közlekedéssel lehet csökkenteni, amihez kétáramrendszerű mozdonyok szükségesek. Miután a MÁV nem rendelkezett ilyen kétáramrendszerű, ún. határátlépő jellegű mozdonyokkal, az ilyen forgalmat az osztrák vasút (ÖBB) kétáramrendszerű mozdonyai bonyolították le. Kezdetben az ÖBB 1146 sorozat, majd az ÖBB 1114 sorozatú mozdonyok jártak Budapest és Bécs között. Az osztrák  mozdonyok magyarországi futásteljesítmény-költségeit a MÁV a nagysebességű (Z1-es) kocsikkal egyenlítette ki. Tehát egy EuroCity szerelvényben az osztrák mozdony mögött a MÁV nagysebességű, nemzetközi kocsijai voltak besorolva. A MÁV gazdasági számításai azt igazolták, hogy nem gazdaságos sem a V63.1xx sorozat emelt sebességű üzemeltetése, sem az osztrák mozdonyok magyarországi költségeinek kiegyenlítése. Továbbá a már meglévő mozdonypark átlagéletkora 30–40 év volt. Ezért a MÁV számára elkerülhetetlenné vált egy újabb mozdonytípus beszerzése.
A MÁV Rt. és a GYSEV Rt. 2000 végén pályázatot írt ki 10, illetve 5 db kétáramrendszerű mozdony beszerzésére. A vasúttársaságok a már üzemben lévő bevált típusokra írták ki a pályázatot a gyártók számára. Kikötés volt továbbá a 200 km/h sebesség, és a minimum 5600 kW teljesítmény, valamint az, hogy mozdonyok részt tudjanak venni a későbbi széles körű nemzetközi forgalomban. Így alkalmassá tehetőek legyenek a MÁV, a GYSEV, az ÖBB, és a Deutsche Bahn vonalakon való közlekedésre. A pályázatra az ADtranz (Bombardier Transportation) a Bombardier TRAXX sorozatra épülő mozdonyt, a Siemens TS az ÖBB számára is szállított és Magyarországon is menetrendszerűen közlekedő ES64U2 típusú, az ÖBB-nél ÖBB 1116 sorozatú mozdonyt ajánlotta.
Az ajánlatok kiértékelése után  a Siemens EuroSprinter mozdonycsalád ES64U2 jelű, 6400 kW teljesítményű, 230 km/h sebességű univerzális mozdonyát találták megfelelőnek, és megkötötték a szerződést a Siemensszel. 2002 folyamán a MÁV számára  ES64U2V4, a GYSEV számára ES64U2V5 típusú mozdonyok készültek, melyek kismértékben eltérnek egymástól. A mozdonyok rendelkeznek az osztrák és német vonalakra szóló futásengedéllyel is, így részt vehetnek a későbbiekben a nemzetközi teherszállításban. A két vasúttársaság az 1047-es sorozattal a MÁV V43 sorozatú mozdonyok egy részét próbálja kiváltani.
A V4, V5 verziószámok különbségeket jelentenek az ES64U2 típuson belül. V1-es típus az ÖBB 1116-os és a DB 182-es sorozata, a V2 és V6-os típus a Siemens Dispolok mozdonyok. (A Siemens saját cégének is gyártott a típusból, melyeket magánvasutaknak ad bérbe.) A V3-as típus a svájci HUPAC mozdonyokat, a V4 és V5 pedig a MÁV és GYSEV mozdonyokat jelölik. A verziók mindig az adott ország vasúti követelményeire készülnek, többek között különböző vonatbefolyásoló rendszerekkel és áramszedőkkel. Néhány mozdony, melyek eltérő felsővezeték típusokon közlekednek, el vannak látva egy harmadik áramszedővel is. Ilyen volt például az ÖBB 1116-os sorozat első 25 darabja is. Az 1047-es sorozatnál ez már nem lett felszerelve, mert a mozdonyok átvétele előtt a felsővezeték kígyózását átépítették, így az osztrák mozdonyokról is leszerelték a harmadik áramszedőt.

### Alkalmazásuk 2007-ben
2007-ben az 1047-es mozdonyok Budapest és Bécs között EuroCity, InterCity, EuroNight és RailJet vonatokat továbbítanak, Ausztriában Bécs és Salzburg között ÖBB IC-vonatokkal fordulnak, a Bécs és Amstetten közötti ún. Westbahn vonalon ingavonatokat továbbítanak. Budapestről Sopronba és vissza MÁV IC-vonatot is húznak. Ezen felül 3 pár kamionszállító RoLa-vonatot is továbbítanak mozdonycsere nélkül Kiskundorozsma termináltól az ausztriai Welsbe és vissza.

### Alkalmazásuk 2008-ban és 2009-ben
Továbbra is rendszeres a RoLa- és EuroCity/InterCity vonatok továbbítása, továbbá Békéscsaba felé gyorsvonat-továbbítás az ottani mozdonyvezetők képzése miatt.

### Alkalmazásuk 2010 után
Személy- és teherszállító vonatok élén is előfordul, leginkább a Budapest–Győr–Hegyeshalom–Rajka-vasútvonalon, de néha láthatjuk őket a Szolnok–Nyíregyháza–Záhony vonalon is. Nagy ritkán pedig még a Budapest–Kunszentmiklós–Tass–Kiskunhalas–Kelebia vasútvonalon fordulnak elő.

## GYSEV 1047 sorozatú villamosmozdonya

### Története
Az első mozdony 2002-ben érkezett meg együtt a MÁV első 1047 mozdonyával, majd rövid időn belül szolgálatba is állt. Mivel képes közlekedni Ausztriában is, ezért eleinte elsősorban a magyar–osztrák határátmeneteknél használták.
A mozdony szinte teljesen megegyezik a MÁV 1047-esével és az osztrák Taurusokkal (ÖBB 1116 sorozat). Leglényegesebb különbség a sárga-zöld színterv és az LZB vonatbefolyásoló rendszer. Üzemszerű engedélyezett sebessége (működő LZB rendszer mellett) 230 km/h. A sorozat alapvetően Sopron és Budapest között InterCity, gyorsvonati és tehervonati forgalmat látott el, néha Ausztriában is közlekedett.

### Alkalmazásuk 2010 után
A sorozat több taggal is kiegészült köztük a matricázott Liszt Ferenc, Széchenyi, Sissy mozdonyokkal (GYSEV). A mozdonyok elsősorban GYSEV területen közlekednek Szombathelyen szinte azóta is mindegyik megfordul naponta akár többször is. A Szombathely-Budapest szakaszon 2011-2012 között rendszeresen ezek húzták a gyorsvonatot.
Napjainkban[mikor?] főleg az InterCity- és a teherforgalomban teljesítenek szolgálatot, főleg a Sopron–Budapest, Hegyeshalom–Püspökladány és Sopron–Kürtös viszonylaton lehet ezekkel a mozdonyokkal találkozni.

## Akiem / MÁV Rail Tours 182 sorozatú villamosmozdonya

### Története
A MÁV-START 2023 szeptember 28-án adott ki sajtóközleményt arról, hogy 15 darab ETCS-el felszerelt ES64U2-es villanymozdonyt fog bérelni az Akiem-től. A mozdonyok korábban az MRCE tulajdonában voltak, innen kerültek 2023-ban az Akiem-hez. Az első mozdony a 182 565-ös pályaszámú gép október elején állt forgalomba, az első közforgalmú útja október 9-én volt, ekkor a Keletiből 7:25-kor induló Tokaj IC-t továbbította. 2023 decemberéig a további 14 mozdony is megérkezett, és hatósági vizsga után forgalomba is álltak a járművek. A mozdonyokat a MÁV Rail Tours bérli az Akiem-től, ezért a hatósági jelzésük D-MÁVRT, a MÁV-START pedig a Rail Tours-on keresztül veszi igénybe a mozdonyokat. A mozdonyok színterve eltér a korábbi 470-es sorozaton látott színtervtől, a bérelt mozdonyokra már az új MÁV-START arculathoz igazodó matrica került.
Érkezésük óta a mozdonyok mind a keleti mind a nyugati országrészben továbbítanak Intercity és nemzetközi vonatokat. 

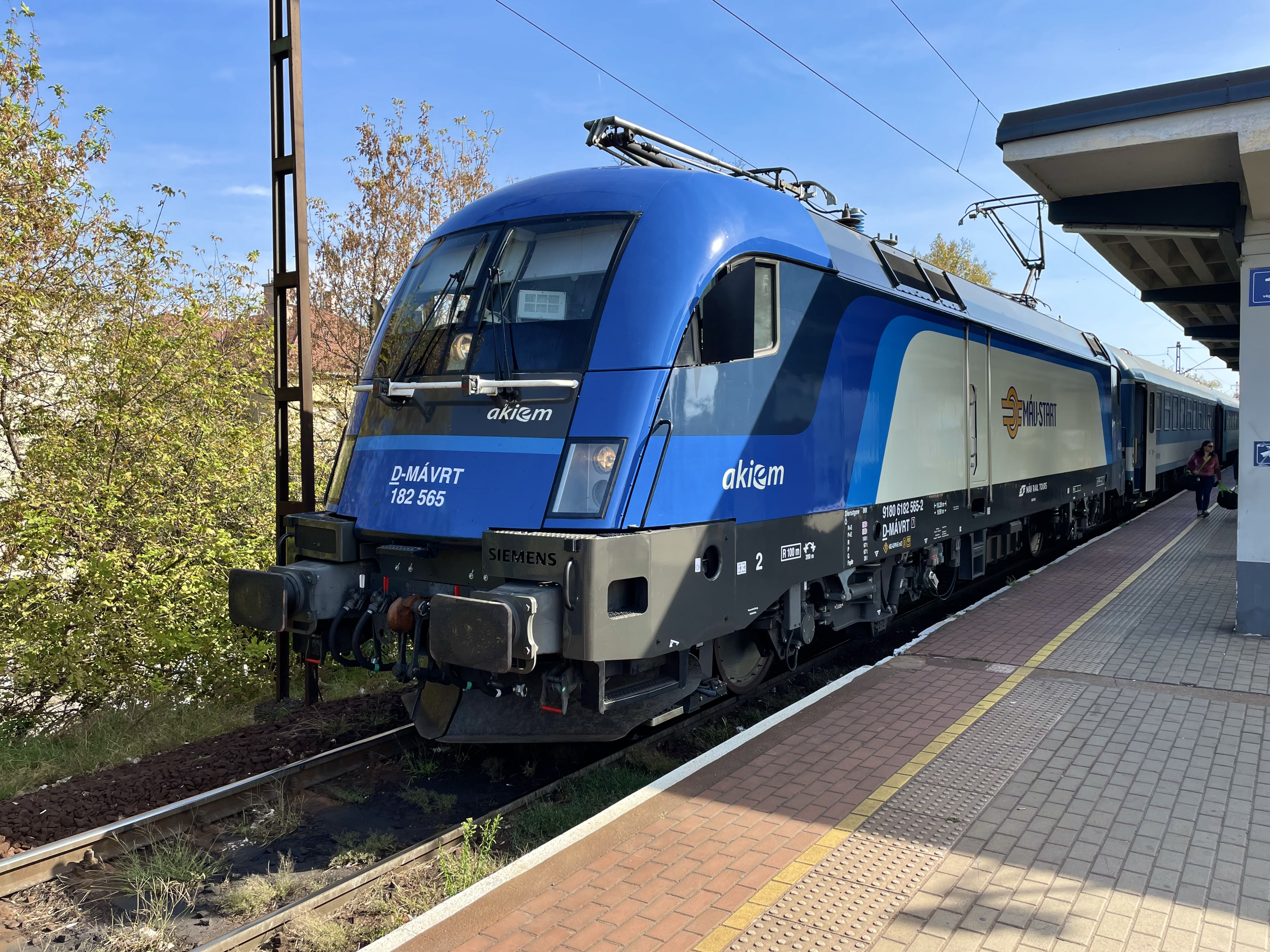
Akiem/MÁV-RailTours/MÁV-START bérelt 182 565 EuroSprinter várakozik Zuglóban a Nyírség InterCity-vel. 2023-10-12-én

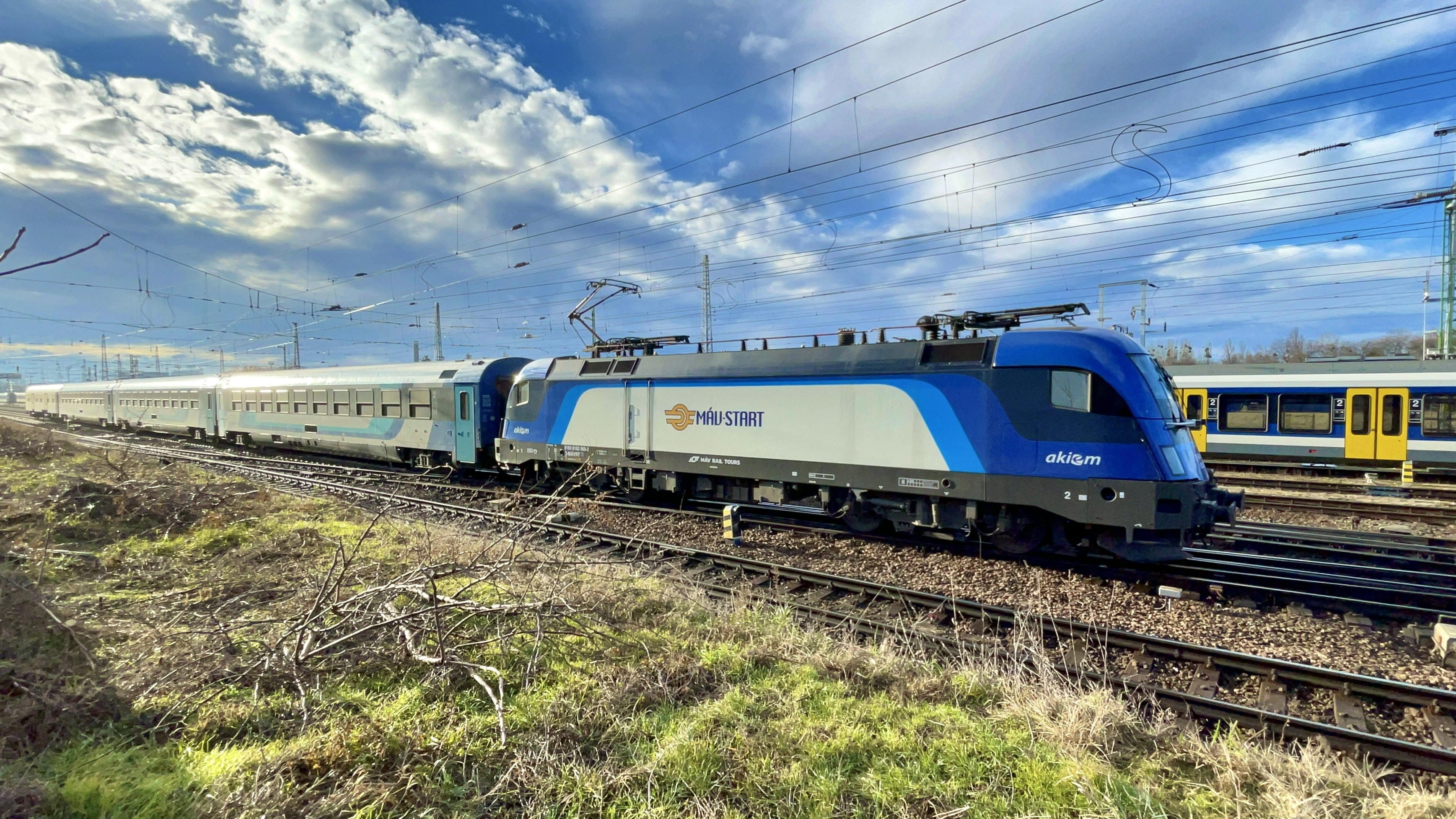
Akiem/MÁV-RailTours/MÁV-START bérelt 182 565 EuroSprinter érkezik Budapest Keleti pályaudvarhoz az IC927 "Savaria" InterCity-vel

## Becenevük
Az Ausztriában közlekedő ÖBB 1016 és ÖBB 1116 sorozatok nagy teljesítményük miatt a Taurus becenevet kapták. A Taurus felirat a mozdonyokon is látható. A magyar sorozat, mely lényegében azonos az osztrák 1116 sorozattal, a helyi vasútbarátoktól a Bika becenevet kapta, mely az osztrák Taurus név magyar fordítása. Mivel a mozdonyok közel azonosak az osztrák gépekkel, sokan a magyar mozdonyokat is Taurus-nak becézik, ám helytelenül. A Taurus név az ÖBB mozdonyainak a neve.

## A mozdony modellje H0 (1:87)

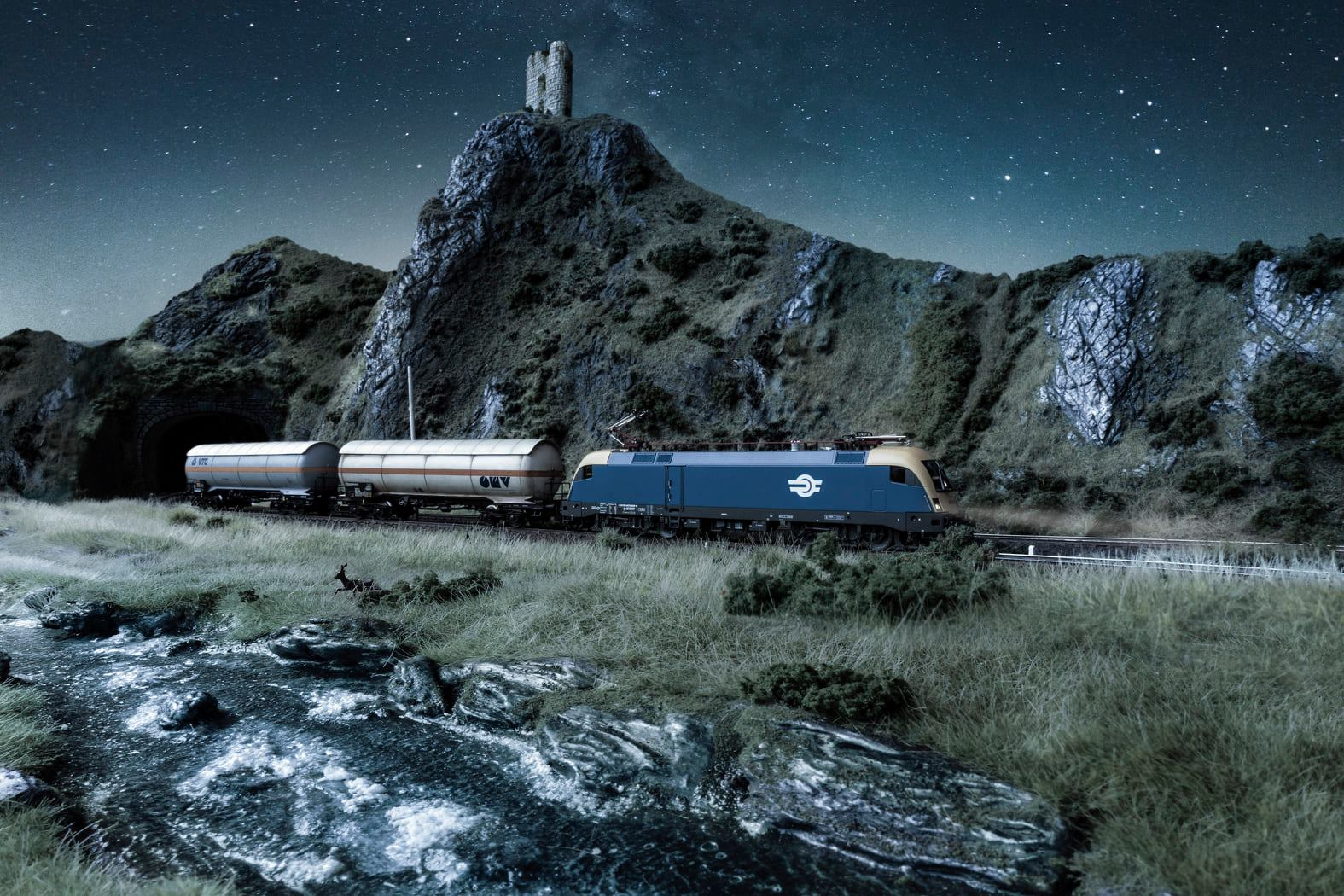
Roco 470-009 2020-as kiadású modell

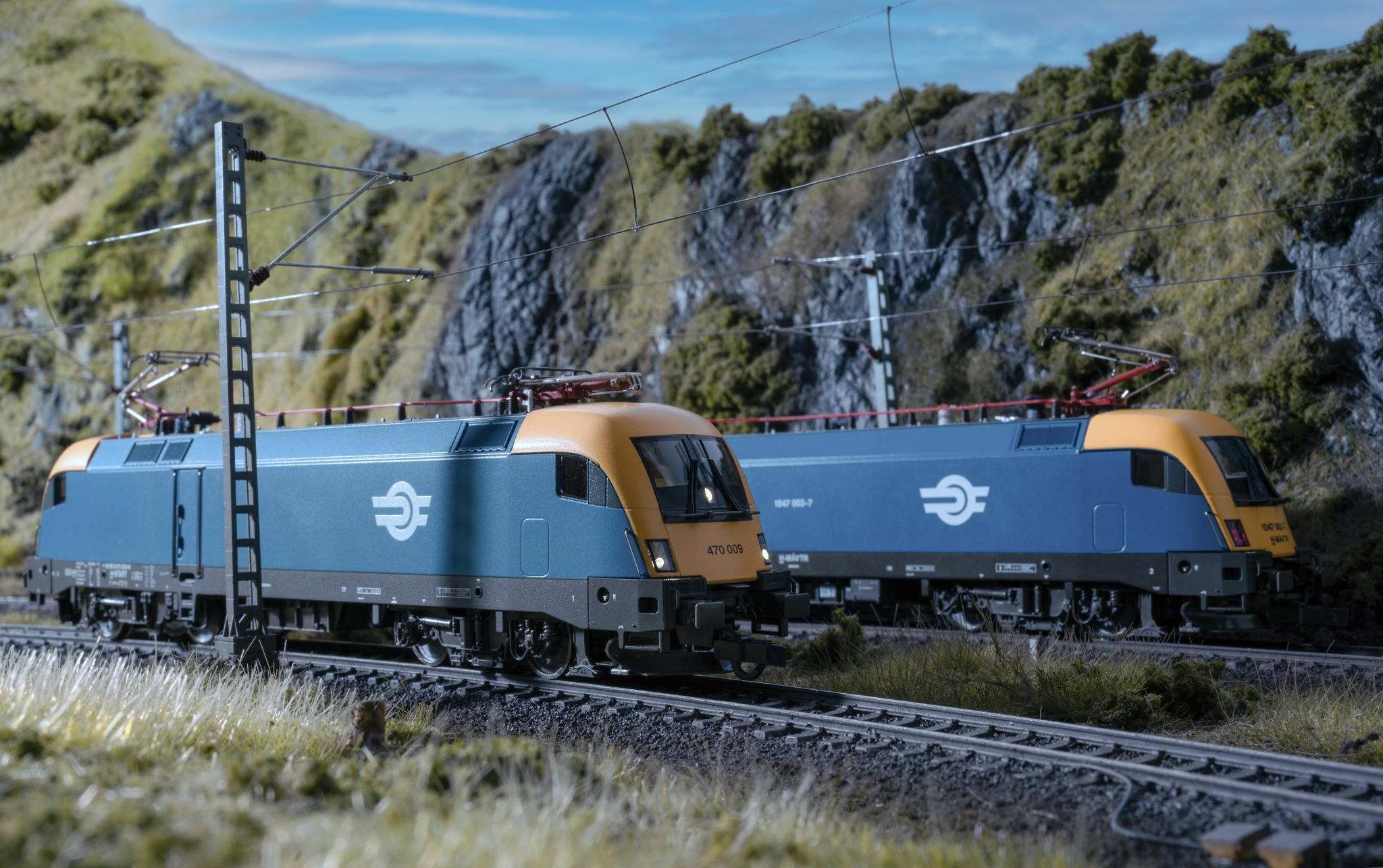
Roco MÁV Taurus modellek

A Piko cég hobby kategóriás minőségben, míg a Roco modell minőségben készítette el a Taurus modelljét H0-s méretarányban.
MÁV-os változatban 2023-ig mindössze 3 különböző kiadás jelent meg:
- MÁV 1047-001-1 (2004) - a gyártáskori állapotot modellező V. korszakos kiadás, ez még gyárilag 8 pólusú dekóder fogadására alkalmas, első generációs konstrukció. Ez a kiadás gyárilag izzós világítással készült, mindössze egy digitális funkcióval (F0) 3 fehér fény előre 2 vörös hátra irányfüggően. A modell sajnálatos módon érintett egy anyaghibában, aminek eredményeképpen a mozdonyház rendkívül törékeny.
- MÁV-TR 1047-003-7 (2011) - Trakciós kiadás, ez már VI. korszakosnak tekinthető. A modell teljesen új konstrukcióval készült, mely érinti a forgóvázakat, a mozdonysúlyt is. LED-es világítást kapott, külön kapcsolható végzárfénnyel, távolsági fényszóróval. A kiadást érintő hiba nem ismert.
- H-START 470-009 (2020) - MÁV-Startos feliratozás, jelenlegi feliratozási sémát modellező kiadás. A mozdony konstrukciója tovább lett finomítva, új alaplapot kapott, gyárilag hangos (Zimo) verzióban is elérhető lett, de a mechanikus részek nagyrészt megegyeznek az előző 2011-es kiadással. A kiadás terhelt egy gyári hibával, a kerekek képesek elforogni a tengelyen különböző mértékben.